# Коломиец, Максим Викторович
Максим Викторович Коломиец (род. 31 декабря 1968, Москва) — российский военный историк и писатель, автор книг по теме бронетехники времён Первой мировой войны и танков времён Великой Отечественной войны, кандидат исторических наук.
Научный сотрудник Центрального музея Вооружённых Сил, генеральный директор специализированного военно-исторического издательства ООО «Стратегия КМ».

## Биография
Родился 31 декабря 1968 года в Москве.
С 1987 года по 1989 год служил в Советской Армии. В 1994 году окончил МГТУ им. Н. Э. Баумана. С того же года работает в Центральном музее Вооружённых Сил
В 1999 году основал издательство «Стратегия КМ», выпускающее иллюстрированный альманах «Фронтовая иллюстрация».

## Некоторые труды и публикации
- Коломиец М. В. Камуфляж танков Красной Армии. 1930-1945. — М.: Экспринт, 2003. — 48 с. — (Экспринт: Бронетанковый фонд). — 3000 экз. — ISBN 5-94038-039-5.
- Коломиец М. В. Танк прорыва КВ. «Клим Ворошилов». — М.: Эксмо, Яуза, 2006. — 144 с. — (Арсенал коллекция). — 4000 экз. — ISBN 5-699-18754-5.
- Коломиец М. В. Камуфляж германской техники. 1939-1945. — М.: Экспринт, 2006. — 48 с. — (Экспринт: Бронетанковый фонд). — 3000 экз. — ISBN 5-94038-052-2.
- Коломиец М. В. «Фердинанд». Бронированный слон профессора Порше. — М.: Эксмо, Яуза, Стратегия КМ, 2007. — 120 с. — 5000 экз. — ISBN 978-5-699-23167-6.
- Коломиец М. В. Броня на колесах. История советского бронеавтомобиля 1925-1945 гг.. — М.: Яуза, Стратегия КМ, Эксмо, 2007. — 384 с. — 6000 экз. — ISBN 978-5-699-21870-7.
- Коломиец М. В. Камуфляж танков Красной Армии 1930-1945. — М.: Экспринт, 2007. — 48 с. — (Экспринт: Бронетанковый фонд). — 2000 экз. — ISBN 978-5-9771-0058-8.
- Коломиец М. В. Лёгкие танки БТ. «Летающий танк» 1930-х. — М.: Яуза, Стратегия КМ, Эксмо, 2007. — 96 с. — 3500 экз. — ISBN 978-5-699-24454-6.
- Коломиец М. В. Средний танк Т-28. Трёхглавый монстр Сталина. — М.: Яуза, Стратегия КМ, Эксмо, 2007. — 112 с. — 4000 экз. — ISBN 978-5-699-20928-6.
- Коломиец М. В., Свирин М. Н. Тяжёлый танк Т-35. Сухопутный дредноут Красной Армии. — М.: Яуза, Стратегия КМ, Эксмо, 2007. — 128 с. — 4000 экз. — ISBN 5-699-19986-1.
- Коломиец М. В. Броня русской армии. Бронеавтомобили и бронепоезда в Первой мировой войне. — М.: Яуза, Стратегия КМ, Эксмо, 2008. — 448 с. — (От двуглавого орла к красному знамени). — 4000 экз. — ISBN 978-5-699-27455-0.
- Коломиец М. В. Т-34. Первая полная энциклопедия. — М.: Яуза, Стратегия КМ, Эксмо, 2009. — 496 с. — (Новая танковая энциклопедия). — 3100 экз. — ISBN 978-5-699-30569-8.
- Коломиец М. В., Исаев А. В. Разгром 6-й танковой армии СС. Могила Панцерваффе. — М.: Эксмо, Яуза, Стратегия КМ, 2009. — 168 с. — (Великие танковые сражения). — 3000 экз. — ISBN 978-5-699-34808-4.
- Коломиец М. В. Сухопутные линкоры Сталина. — М.: Эксмо, Яуза, 2009. — 320 с. — (Оружие Победы). — 4000 экз. — ISBN 978-5-699-34275-4.
- Коломиец М. В. 1941. Танки в битве за Москву. — М.: Эксмо, 2009. — 170 с. — (Великие танковые сражения). — 3000 экз. — ISBN 978-5-699-34612-7.
- Коломиец М. В. Трофейные танки Красной Армии. — М.: Стратегия КМ, Эксмо, Яуза, 2009. — 112 с. — (Война и мы. Танковая коллекция). — 2500 экз. — ISBN 978-5-699-40230-4.
- Коломиец М. В. Советские бронепоезда в бою. 1941—1945. — М. :Стратегия КМ : Яуза :Эксмо, 2010. 320 страниц. ISBN 978-5-04-090589-8
- Коломиец М. В. Бронепоезда Великой Отечественной "Сухопутные броненосцы" Красной Армии. — М.: Яуза, 2010.
- Коломиец М. В. Бронепоезда в бою 1941—1945. «Стальные крепости» Красной Армии. — М.: Стратегия КМ, Яуза, Эксмо, 2010. — 160 с. — (Война и мы. Танковая коллекция). — 2000 экз. — ISBN 978-5-699-41952-4.
- Коломиец М. В. Бронемашины Сталина 1925—1945. — М.: Яуза, Эксмо, 2010. — 384 с. — (Война моторов). — 4000 экз. — ISBN 978-5-699-42517-4.
- Коломиец М. В., Федосеев С. Л. Танк № 1 «Рено ФТ-17». Первый, легендарный. — М.: Яуза, Эксмо, 2010. — 96 с. — (Война и мы. Танковая коллекция). — 1500 экз. — ISBN 978-5-699-45747-2.
- Коломиец М. В. «Пантеры» в Курской битве. — М.: Яуза, Эксмо, 2013. — 96 с. — (Война и мы. Танковая коллекция). — 1500 экз. — ISBN 978-5-699-65947-0.

## Семья
Жена Ольга, кандидат исторических наук. Сын Виктор (род. 1996), дочь Анна (род. 2002).

## Оценки и мнения
Из интервью с М. В. Коломийцем:

— А как же тезис западных историков — «завалили трупами»? За годы войны в СССР выпустили более ста тысяч танков, в Германии — в три раза меньше.
— Не в три, а в два с небольшим — 102 тысячи против 45 тысяч немецких. Завалили не трупами, а железом. И правильно сделали. Его у нас много. Проще сделать новый танк, более совершенный, чем ремонтировать подбитый. А экипажи как раз старались беречь.

Илья Смирнов о книге «Сухопутные линкоры Сталина» (2009):

Исследование, которое предпринял Максим Коломиец, посвящено, вроде бы, узкой теме, и автор совершенно не склонен к публицистике. Строгая манера. Технология, отчёты, никаких лозунгов, ни левых, ни правых. Но в результате читатель получает весьма убедительный (именно по причине строгой технологичности) ответ на некоторые «проклятые вопросы» общеисторического характера.